# Ralph Brown
Ralph William John Jules Brown (ur. 18 czerwca 1957 w Cambridge) – angielski aktor telewizyjny, filmowy i teatralny, a także scenarzysta. Mąż aktorki Jenny Jules.
Debiutował w produkcjach telewizyjnych na początku lat 80. Rozpoznawalność zyskał drugoplanową rolą w filmie Withnail i ja. Zagrał następnie w takich filmach jak Obcy 3 u boku Sigourney Weaver, wyróżniona kilkoma nominacjami do Oscara Gra pozorów, Świat Wayne'a 2, I ja tam będę, Egzorcysta: Początek, Radio na fali, Jack pogromca olbrzymów i Stoker. W 2014 dołączył do głównej obsady serialu The Assets. Napisał scenariusz do nagradzanego na festiwalach filmu New Year's Day.
Jest również muzykiem, członkiem grupy The Brighton Beach Boys – zespołu typu tribute band nawiązującego do The Beach Boys.

## Wybrana filmografia
- 1984: The Hit
- 1987: Withnail i ja
- 1988: Buster
- 1989: Scandal
- 1991: Impromptu
- 1991: The Pope Must Die
- 1992: Gra pozorów
- 1992: Obcy 3
- 1993: Blues tajniaków
- 1993: Świat Wayne'a 2
- 1997: Amistad
- 1998: Up 'n' Under
- 1999: Gwiezdne wojny: część I – Mroczne widmo
- 2001: Last Run
- 2001: Mecz ostatniej szansy
- 2001: New Year's Day
- 2002: The Final Curtain
- 2003: I ja tam będę
- 2004: Egzorcysta: Początek
- 2005: Dominion: Prequel to the Exorcist
- 2005: Puritan
- 2005: Stoned
- 2007: Straightheads
- 2007: The Contractor
- 2009: Radio na fali
- 2012: Dark Tide
- 2012: Tower Block
- 2012: I, Anna
- 2013: Jack pogromca olbrzymów
- 2013: Stoker
- 2014: The Assets[3]